# North English (Iowa)
North English es una ciudad ubicada en los condados de Iowa y Keokuk, Iowa, Estados Unidos. Tiene una población estimada, a mediados de 2021, de 1049 habitantes.
La mayor parte de la ciudad está en el condado de Iowa y una pequeña porción está en el condado de Keokuk.  

## Geografía
La localidad está ubicada en las coordenadas 41°31′0″N 92°4′40″O / 41.51667, -92.07778 (41.5168, -92.077664). Según la Oficina del Censo de los Estados Unidos, tiene una superficie total de 1.57 km², correspondientes en su totalidad a tierra firme.

## Demografía
Según el censo de 2020, en ese momento había 1065 personas residiendo en North English. La densidad de población era de 678.34 hab./km². El 92.96% de los habitantes eran blancos, el 0.94% eran afroamericanos, el 0.28% eran amerindios, el 0.47% eran asiáticos, el 0.85% eran de otras razas y el 4.51% eran de una mezcla de razas. Del total de la población, el 5.07% eran hispanos o latinos de cualquier raza.